# هيلين سوزمان
هيلين سوزمان (بالإنجليزية: Helen Suzman)‏ (و. 1917 – 2009 م) هي سياسية، وناشِطة جنوب أفريقية، توفيت في جوهانسبرغ، عن عمر يناهز 92 عاماً.

## مناصب
تولت منصب Houghton (constituency) ‏.

## التعليم
تعلمت في جامعة ويتواترسراند.

## جوائز
حصلت على جوائز منها:
- جائزة موزس مندلسون (1988)
- جائزة الأمم المتحدة في مجال حقوق الإنسان (1977)
- قائدة رتبة الإمبراطورية البريطانية.

## روابط خارجية
- هيلين سوزمان على موقع الموسوعة البريطانية (الإنجليزية)
- هيلين سوزمان على موقع مونزينجر (الألمانية)